# London Booster
London Booster či jen Klikující autobus je ocelová a laminátová socha anglického klikujícího patrového autobusu. K příležitosti letních olympijských her 2012 v Londýně ho navrhl umělec David Černý. Konstrukční a mechanický návrh i samotná realizace byla dílem pardubicke firmy JHV - ENGINEERING, která se zabývá vývojem a výrobou strojů a automatických linek pro průmysl. Autobus má připevněny obrovské paže, které se pomocí motorů umístěných uvnitř autobusu ohýbají a šestitunový autobus se tak pohybuje nahoru a dolů, při čemž heká. Zadní strana autobusu pak vypadá jako veliké lidské pozadí. Okna nahrazují obrazovky s videoprojekcí. 
Během olympijských her byl klikující autobus vystaven před Českým domem v Londýně-Islingtonu. Později byl přesunut do Prahy. Dílo bylo v polovině října 2012 umístěno na pražském Chodově u nově vybudovaného hřiště s názvem Klikpark vedle budovy sídla společnosti Agrofert. Klikuje každý den od 15 do 15:30 hodin, avšak neklikuje, pokud teplota klesne pod 5 °C, při silném větru, dešti nebo sněžení nebo je-li pokryt vrstvou sněhu.

## Autobus
Dvoupatrový autobus, z něhož byla socha zhotovena pochází od firmy Bristol Lodekka s karosérií Eastern Coach Works. Ačkoliv byl vůz natřen na červeno, nikdy se nejednalo o autobus sloužící v Londýně. Autobus byl provozován v zelené barvě pod firmou Southern Vectinis na britském ostrově Wight pod číslem 555 a registrací ODL 15. Po dvaceti letech provozu byl prodán dealerovi a byl exportován do muzea v Nizozemsku. V 90. letech 20. století byl prodán soukromému operátorovi, jenž ho provozoval ke komerčním účelům v červené barvě také v Nizozemsku. Černý ho od něj získal v prosinci 2011.

## Historie

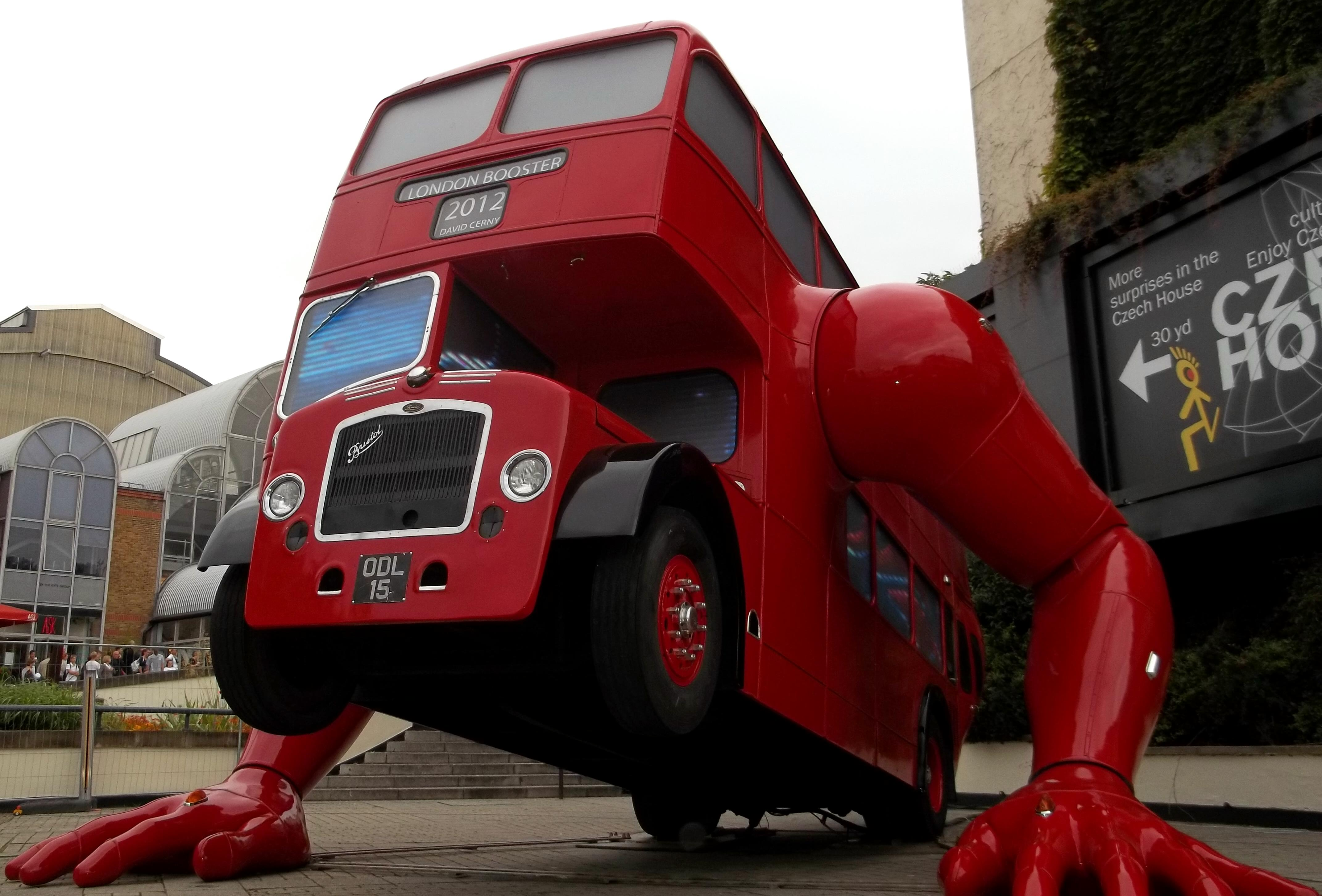
Klikující autobus u českého domu během konání letních olympijských her v Londýně v roce 2012

Vznik díla podle ČTK zaplatil politik a podnikatel Andrej Babiš, který je od počátku až dosud vlastníkem a od něhož si jej Český olympijský výbor pro využití v Londýně pronajal. Podle BUSportálu dílo odkoupil za 9 milionů Kč Agrofert Andreje Babiše, a to na doporučení Babišova fyzioterapeuta a fyzioterapeuta českého olympijského týmu Pavla Koláře.
V neděli 9. září 2012 jej Andrej Babiš i přes zásadní nesouhlas Davida Černého předvedl na pražském Staroměstském náměstí v rámci akce Deset kliků pro sportovce, doprovodné akce maratonu Mattoni Grand Prix. David Černý označil vystavení autobusu na Staroměstském náměstí za dehonestující pro všechny účastníky projektu, protože Staroměstské náměstí je dnes bohužel místo pro lidové taškařice, ruské turisty a oslavování hokejistů. Magistrát samostatnou žádost o vystavení autobusu zamítl, údajně právě proto, že žadatelem byl Agrofert (magistrát popírá, že by vůbec takovou žádost oficiálně dostal). Hlavní město údajně mělo být původně partnerem akce, avšak v průběhu vyjednávání město ztratilo zájem. Autobus byl nakonec vystaven v záboru určeném pro běh a z toho důvodu také nesměl na náměstí zůstat déle než několik hodin. Doprava a demontáž autobusu stála kolem 700 000 korun a Babiše mrzelo, že na náměstí nemohl zůstat alespoň 14 dní.
David Černý nebyl prodávajícím a v souvislosti s prodejem díla Babišovi nedostal žádný honorář, respektuje však práva vlastníka, pokud neporuší jeho autorská práva. Od akce na Staroměstském náměstí David Černý s Andrejem Babišem nekomunikuje.